# 273 (số)
273 (hai trăm bảy mươi ba) là một số tự nhiên ngay sau 272 và ngay trước 274.

## Trong toán học
- 273 là số mà cả hệ tam phân[1] và hệ tứ phân[2] đều có các chữ số 10.